# Paraleptoneta
Paraleptoneta es un género de arañas araneomorfas de la familia Leptonetidae. Se encuentra en Argelia, Túnez e Italia. 

## Lista de especies
Según The World Spider Catalog 11.5:
- Paraleptoneta bellesi Ribera & Lopez, 1982
- Paraleptoneta spinimana (Simon, 1884)